# Destiny Fulfilled
Destiny Fulfilled es el cuarto y último álbum de estudio del trío femenino de R&B Destiny's Child, lanzado por Columbia Records el 16 de noviembre de 2004 en Norteamérica.

## Lista de canciones
1. "Lose My Breath" Beyonce Knowles, Kelly Rowland, Michelle Williams, Rodney Jerkins, Fred Jerkins III, Sean Garrett, LaShawn Daniels, S. Carter) – 4:02
2. "Soldier" (featuring T.I. & Lil Wayne) (B. Knowles, K. Rowland, M. Williams, R. Harrison, S. Garrett, D. Carter, C. Harris) – 5:25
3. "Cater 2 U" (B. Knowles, K. Rowland, M. Williams, R. Jerkins, R. Rude, R. Waller) – 4:05
4. "T-Shirt" (B. Knowles, K. Rowland, M. Williams, A. Harris, V. Davis, S. Garrett, A. Beyince) – 4:40
5. "Is She the Reason" (B. Knowles, K. Rowland, M. Williams, P. Douthit, S. Garrett, V. Castarphen, G. McFadden, J. Whitehead) – 4:46
6. "Girl" (B. Knowles, K. Rowland, M. Williams, P. Douthit, S. Garrett, A. Beyince, D. Davis, E. Robinson) – 3:44
7. "Bad Habit" (K. Rowland, B. Cox, K. Dean, S. Knowles) – 3:54
8. "If" (B. Knowles, K. Rowland, M. Williams, D. Stinson, B. Drawers, L. Mizell, J. Carter, F. Mizell) – 4:15
9. "Free" (B. Knowles, K. Rowland, M. Williams, D. Stinson, B. Drawers, L. Mizell, J. Carter, F. Mizell) – 4:51
10. "Through With Love" (B. Knowles, K. Rowland, M. Williams, M. Winans, S. Garrett) – 3:35
11. "Love" (B. Knowles, K. Rowland, M. Williams, E. Williams, A. Beyince) – 4:30

International bonus tracks
1. "Game Over" (International bonus track) (B. Knowles, K. Rowland, M. Williams, S. Garrett, M. Burton, P. Douthit, P. Terry) – 4:03
2. "Why You Actin'" (Japanese bonus track) (B. Knowles, K. Rowland, M. Williams, J. Moss, P. Allen, M. Divine) – 4:28
3. "Got's My Own" (Japanese bonus track) (B. Knowles, K. Rowland, M. Williams, P. Allen, A. Beyince, S. Garrett, J. Moss) – 3:59

| 1. Destiny's Child interview 2. "Lose My Breath" (music video) 3. "Soldier" (music video) - Bonus Audio 1. "Game Over" 2. "Why You Actin'" | 1. Destiny's Child interview 2. "Lose My Breath" (music video) 3. "Soldier" (music video) 4. "Girl" (music video) 5. "Independent Women (Part I)" (live in Rotterdam, 2002) 6. "Say My Name" (live in Rotterdam, 2002) 7. "Survivor" (live in Rotterdam, 2002) 8. "Cater 2 U" (music video) |

## Créditos y personal
| - Noemi Bonazzi - prop stylist - Jim Caruana - engineer - Candice Childress - production coordination - Bryan Michael Cox - keyboards, programming - Tom Coyne - mastering - Kendrick Dean - keyboards - Vincent Dilorenzo - engineer - Andre Harris - mixing - Eric Hunter - engineer | - Ty Hunter - stylist - Rodney Jerkins - musician - Kimberly Kimble - hair stylist - Mally Roncal - make-up - Ric Rude - musician - Tom Tapley - vocal engineer - Sam Thomas - Digital editing, editing - Jeff Villanueva - engineer - Rommel Nino Villanueva - digital Editing, editing |

### Producción
- Vocal producers: Sean Garrett, Solange Knowles, B. Knowles, K. Rowland, M. Williams
- Vocal editing: Sam Thomas, Rommel Nino Villanueva
- Mixing: Andrew Dawson, Vincent Dilorenzo, Tony Maserati, Dave Pensado, Dexter Simmons, Phil Tan
- A&R: Theresa LaBarbera Whites, Huy Nguyen
- Production Coordination: Candice Childress
- Design: Alice Butts, Ian Cuttler
- Art Direction: Alice Butts, Ian Cuttler
- Photography: Fabrizio Ferri

## Posicionamiento
| Listas (2004)                   | Posición |
| ------------------------------- | -------- |
| Australian ARIA Albums Top 50   | 11       |
| Austrian Albums Chart           | 8        |
| Belgian (Flanders) Albums Chart | 13       |
| Belgian (Wallonia) Albums Chart | 20       |
| Canada Top 50 Albums            | 3        |
| Danish Albums Chart             | 11       |
| Dutch Albums Chart              | 4        |
| Finnish Albums Chart            | 33       |
| French Albums Chart             | 9        |

| Listas (2004)               | Posición |
| --------------------------- | -------- |
| German Albums Chart         | 3        |
| Irish Albums Chart          | 5        |
| New Zealand Albums Chart    | 21       |
| Norwegian Albums Chart      | 12       |
| Spanish Albums Chart        | 21       |
| Swedish Albums Chart        | 20       |
| Swiss Albums Chart          | 3        |
| UK Albums Chart             | 5        |
| U.S. Billboard 200          | 2        |
| U.S. Top R&B/Hip-Hop Albums | 1        |